# Jaderný dualismus

Stavba buňky nálevníka; pod číslem 3 je makronukleus, pod číslem 4 je mikronukleus

Jaderný dualismus je přítomnost dvou typů buněčných jader v jedné buňce, přičemž obě jádra obsahují stejnou genetickou informaci, ale zpravidla vypadají odlišně. Těmito dvěma druhy jader jsou obvykle mikronukleus a makronukleus. Mikronukleus je obvykle menších rozměrů a umožňuje především uchovávání a rekombinaci genetické informace. Má jen nepatrnou genovou expresi. Makronukleus je v typickém případě větší a účastní se udržování a regulace životních funkcí (díky expresi genů), čímž přímo ovlivňuje fenotyp.
Přítomnost jaderného dualismu je typická pro všechny nálevníky (Ciliophora) a pro některá stadia (agamonty) dírkonošců (Foraminifera), jako je Rotaliella heterokaryotica. Co se týče nálevníků, jako je třeba modelová trepka (Paramecium), při pohlavním rozmnožování (tzv. konjugaci) se makronukleus rozpadá a z mikronukleu často složitým způsobem vznikají haploidní jádra, která si oba partneři vymění.